# 韋爾赫尼奧沃季亞涅
48°45′24″N 36°12′37″E / 48.75667°N 36.21028°E
上沃迪亞內（烏克蘭語：Верхньоводяне）是位於烏克蘭東部的村莊，由哈爾科夫州洛佐瓦區的布利茲紐基市鎮負責管轄。該村始建於1825年，面積0.8平方公里，海拔高度172米，2001年人口670。